# Asteromyrtus lysicephala
Asteromyrtus lysicephala är en myrtenväxtart som först beskrevs av Ferdinand von Mueller och Frederick Manson Bailey, och fick sitt nu gällande namn av Lyndley Alan Craven. Asteromyrtus lysicephala ingår i släktet Asteromyrtus och familjen myrtenväxter. Inga underarter finns listade i Catalogue of Life.